# Joan II de França
Joan II de França (francès: Jean II de France)  (Le Mans, 26 d'abril de 1319 - Londres, 8 d'abril de 1364) dit «el Bo», fou comte d'Anjou i Maine i duc de Normandia (1332-1350) i rei de França (1350-1364).

## Llinatge
Va néixer el 1319 sent el segon fill, però el primer mascle, del rei Felip VI de França i de la seva primera esposa, Joana de Borgonya. Era net per línia paterna de Carles I de Valois i de Margarida d'Anjou, i per línia materna de Robert II de Borgonya i d'Agnès de França.
Es va casar el 6 d'agost de 1332 a Melun amb Bonna de Luxemburg, filla del comte Joan I de Luxemburg i d'Elisabet de Bohèmia. D'aquesta unió nasqueren:
- la princesa Blanca de França (1336)
- el príncep Carles V de França (1337-1380), rei de França
- la princesa Caterina de França (1338)
- el príncep Lluís I d'Anjou (1339-1384), rei de Nàpols i comte de Provença
- el príncep Joan de França (1340-1416), duc de Berry
- el príncep Felip II de Borgonya (1342-1404), duc de Borgonya
- la princesa Joana de Valois (1343-1373), casada el 1353 amb el rei Carles II de Navarra[1]
- la princesa Maria de Valois (1344-1404), casada el 1364 amb el duc Robert I de Bar
- la princesa Agnès de França (1345-1349)
- la princesa Margarida de França (1347-1352)
- la princesa Isabel de França (1348-1372), casada el 1360 amb el duc Joan I de Visconti

El 19 de febrer de 1349 es casà, en segones núpcies, a Nanterre, amb la comtessa Joana d'Alvèrnia, filla de Guillem XII d'Alvèrnia i de Margarida d'Evreux. D'aquesta unió nasqueren:
- la princesa Blanca de França (1350)
- la princesa Caterina de França (1352-1352)
- un fill sense nom (1354)

## Ascens al tron i conflictes
Fou coronat rei de França el 26 d'agost de 1350 a la Catedral de Reims.
Va devaluar la moneda francesa per aconseguir els fons necessaris per poder afrontar les despeses franceses a la Guerra dels Cent Anys. A més d'enfrontar-se al rei anglès, també es va enfrontar constantment amb Carles II de Navarra.
Lluitant contra el Príncep Negre, fill d'Eduard III d'Anglaterra, va ser capturat i fet presoner a la batalla de Poitiers de l'any 1356. Fou enviat a Londres, on va ser tancat a la Torre. El 1360, arran de la Pau de Bretigny, retornà a França amb el compromís de pagar un elevat preu pel seu alliberament. Al no poder aconseguir la quantitat demanada, va tornar a ser fet presoner i fou deportat a Anglaterra, on morí el 1364.